# Pycnocornuta
Pycnocornuta là một chi bướm đêm thuộc phân họ Tortricinae của họ Tortricidae.

## Các loài
- Pycnocornuta pyrausta Razowski, 1997